# Laima Vaikule
Laima Vaikule, née le 31 mars 1954 à Cēsis, est une chanteuse lettonne. 

## Biographie
À l'âge de quinze ans, Laima Vaikule devient soliste de l'orchestre de la radio-télévision de Riga dirigé alors par Raimonds Pauls.
Depuis 1979, elle se produit dans la célèbre salle de spectacle de Jurmala Jūras pērle, réputée pour ses programmes de variété,. En 1984, elle réussit le concours d'entrée à la faculté de réalisation de l'Académie russe des arts du théâtre. Le compositeur russe Ilya Reznik lui propose d’enregistrer la chanson Nochnoy koster présentée lors de l'émission musicale Pesnia-86 à la télévision russe et la fait connaitre dans toute l'Union soviétique. En 1987, elle remporte le premier prix au festival de musique Bratislavská Lýra (Bratislava).
Laima Vaikule est parmi les fondateurs de la compétition des jeunes talents Jurmala Young Pop Singer Competition qui se déroule à Jūrmala en 1986-1993. 
Elle est l'invitée régulière du concours New Wave, parrainé par Alla Pougatcheva, qui se déroule à Jūrmala. Après que le festival New Wave se déplace à Sotchi en 2015, elle dirige le festival annuel Laima Rendez-vous Jūrmala.
Vaikule refusa de se produire en Crimée depuis son annexion par la Russie.

## Discographie

### Albums
- 1987 : Vernissage (Вернисаж)
- 1992 : Je prie pour toi (Я за тебя молюсь)
- 1993 : Laima Tango
- 1993 : Ah, Vernissage (Ах, вернисаж, ах, вернисаж!) avec Valeri Leontiev
- 1994 : Adieu, mon bien-aimé (Милый, прощай!)
- 1996 : Je suis sortie sur la Piccadilly (Я вышла на Пикадилли)
- 1996 : Tout vient et tout s'en va (Viss nāk un aiziet...)
- 1998 : Quartier latin (Латинский квартал)
- 1999 : Miroir (Зеркало)
- 2000 : Meilleures chansons (Лучшие песни)
- 2002 : Les noms pour tous les temps (Имена на все времена)
- 2005 : Que joue le pianiste ? (О чём играет пианист?)
- 2013 : De nouveau à la maison (Atkal mājās)